# Löptin
Löptin ist eine Gemeinde im Kreis Plön in Schleswig-Holstein.

## Geografie

### Geografische Lage
Das Gemeindegebiet von Löptin erstreckt sich im Süden vom Barkauer Land im Naturraum Ostholsteinisches Hügel- und Seenland (NW). Die Alte Schwentine bildet größtenteils die östliche Gemeindegrenze ab, die Nettelau teilweise die Westliche. Beide münden weiter nördlich im Gemeindegebiet von Postfeld in den Postsee westlich von Preetz.
Der Löptiner See liegt im Gemeindegebiet und grenzt östlich direkt an die Dorflage.

### Gemeindegliederung
Neben dem Dorf gleichen Namens befinden sich ebenfalls die Wohnplätze Behnkenmühlen und Hohenwühren, jeweils Häusergruppen, sowie die Höfesiedlungen Fischkroog und Seekamp im Gemeindegebiet.

### Nachbargemeinden
Direkt angrenzende Gemeindegebiete von Löptin sind:
| Postfeld, |                                             |        |
| Nettelsee | Kompassrose, die auf Nachbargemeinden zeigt | Kühren |
|           | Stolpe                                      |        |

## Geschichte
Der Ort Löptin wurde 1224 erstmals urkundlich erwähnt. Die Ortsbezeichnung ist slawischen Ursprungs. „Lubbetin“ gehörte bis in das 14. Jahrhundert der gleichnamigen Adelsfamilie, welche vermutlich noch in jenem Jahrhundert ausstarb. Der Ort war damals in den Herrensitz und das Dorf unterteilt. Groß-Löptin bezeichnete den Adelshof, Klein-Löptin das Dorf. 1325 wurde Klein-Löptin an das Kloster Preetz verkauft, der Adelssitz Groß-Löptin 1443. Löptin blieb bis 1873 als sogenanntes Walddorf Teil der Grundherrschaft des Klosters Preetz.
Wie die Form des Ortsnamens (auf -in) und die auch heute noch erhaltene Dorfanlage eines wendischen Rundlings zeigen, war Löptin ursprünglich eine slawische Siedlung.

## Politik

### Gemeindevertretung
Bei der Kommunalwahl 2023 errang die Freie Wählergemeinschaft Löptin erneut alle neun Sitze in der Gemeindevertretung. Die Wahlbeteiligung betrug 58,3 Prozent.

### Wappen
Blasonierung: „Gespalten. Vorn von Silber und Rot senkrecht in zwei Reihen schräg gewürfelt; hinten von Silber und Blau zweimal geteilt.“ Das Bild des Gemeindewappens ist dem Siegel des Knappen "Johannes Lubbetin" aus dem Jahre 1346 entnommen. Es besteht aus Heroldsbildern, die in mittelalterlichen Adelswappen gebräuchlich waren, auch bei den Familien des holsteinischen Adels. Mit Ausnahme der im Siegel zusätzlich vorhandenen Punkte in den Rauten wird das Siegel von 1346 vollständig zitiert. Da die Tinktur des Familienwappens nicht überliefert ist, entschied sich die Gemeinde Löptin für die schleswig-holsteinischen Landesfarben.

## Wirtschaft und Infrastruktur

### Wirtschaftsstruktur
Die Wirtschaftsstruktur innerhalb des Gemeindegebiets ist von der landwirtschaftlichen Urproduktion geprägt. Daneben gibt es auch Handwerks- und Einzelhandelsbetriebe im Ort.

### Verkehr
Löptin befindet sich in der Nähe vom Übergang der Bundesstraße 404 in die Bundesautobahn 21 südlich von Nettelsee. Dessen namensgleiche und bereits fertiggestellte Anschlussstelle (Nr. 6) bindet an die verbundenen schleswig-holsteinischen Landesstraßen 67 (Fahrtrichtung Nord) und 49 (Fahrtrichtung Süd) an. Am Anschluss in Fahrtrichtung Nord zweigt, an der Kreuzung gegenüberliegend, eine Verbindungsstraße in Richtung der Dorflage von Löptin ab.
Der nördliche Gemeindebereich um den Wohnplatz Behnkenmühlen wird von einer weiteren Verbindungsstraße erschlossen. Sie zweigt beim Ortsteil Bormsdorf der Nachbargemeinde Postfeld von der Kreisstraße 34 ab und führt nach Preetz.
Der weitere Abschnitt der Bundesstraße 404 in Richtung Kiel befindet sich im Ausbau zur Autobahn 21.

## Belege
1. ↑  Statistikamt Nord – Bevölkerung der Gemeinden in Schleswig-Holstein 4. Quartal 2023 (XLSX-Datei) (Fortschreibung auf Basis des Zensus 2022) (Hilfe dazu).
2. ↑  Liste: Zuordnung der Gemeinden zu den Naturräumen. (PDF) S. 7, abgerufen am 3. Juli 2021.
3. ↑  Relation: Postfeld (310419) bei OpenStreetMap. Abgerufen am 3. Juli 2021.
4. ↑  Wohnplatzverzeichnis Deutschland 1987. (PDF) Statistisches Landesamt Schleswig-Holstein, 1992, S. 64, abgerufen am 3. Juli 2021.
5. ↑  Relation: Löptin (310397) bei OpenStreetMap. Abgerufen am 3. Juli 2021.
6. ↑  wahlen-sh.de abgerufen am 16. Juli 2024
7. ↑  Kommunale Wappenrolle Schleswig-Holstein
8. ↑  Vierstreifiger Ausbau der B 404 zur A 21. Abgerufen am 3. Juli 2021.